# Episodi di Squadra speciale anticrimine (terza stagione)
La terza stagione della serie televisiva Squadra speciale anticrimine è andata in onda negli Stati Uniti dal 16 settembre 1968 al 15 gennaio 1969 sulla ABC.
| nº | Titolo originale          | Prima TV USA      | Titolo italiano | Prima TV Italia |
| -- | ------------------------- | ----------------- | --------------- | --------------- |
| 1  | A Fashion for Dying       | 16 settembre 1968 |                 |                 |
| 2  | Jury of One               | 23 settembre 1968 |                 |                 |
| 3  | Underground Nightmare     | 30 settembre 1968 |                 |                 |
| 4  | The Deadly Innocents      | 3 ottobre 1968    |                 |                 |
| 5  | Kiss Me, Kill You         | 17 ottobre 1968   |                 |                 |
| 6  | The Nowhere Man (1)       | 24 ottobre 1968   |                 |                 |
| 7  | The Nowhere Man (2)       | 1º novembre 1968  |                 |                 |
| 8  | Matched for Murder        | 15 novembre 1968  |                 |                 |
| 9  | The Fatal Hours           | 22 novembre 1968  |                 |                 |
| 10 | Hostage                   | 29 novembre 1968  |                 |                 |
| 11 | The Distant Shore         | 2 dicembre 1968   |                 |                 |
| 12 | Dark Memory               | 10 dicembre 1968  |                 |                 |
| 13 | The Last Man in the World | 18 dicembre 1968  |                 |                 |
| 14 | Blind Terror              | 9 gennaio 1969    |                 |                 |
| 15 | Conspiracy of Power (1)   | 19 dicembre 1968  |                 |                 |
| 16 | Conspiracy of Power (2)   | 3 gennaio 1969    |                 |                 |
| 17 | The Law and Order Blues   | 15 gennaio 1969   |                 |                 |

## A Fashion for Dying
- Diretto da: Nicholas Colasanto
- Scritto da: Don Brinkley

### Trama
- Guest star: Lara Lindsay (Maggie), CeCe Whitney (Alice Tobin), Joan Van Ark (Lynne Thackery), Amy Thomson (Bobo Bradshaw), Ricardo Montalbán (T.J. Gaynor)

## Jury of One
- Diretto da: Gene Nelson
- Scritto da: Jack Turley

### Trama
- Guest star: Lisa Jak (Janice Warner), Kevin Coates (Derek Wiggins), David Macklin (Johnny Taylor), Marion Ross (Miss Wilkins), Ida Mae McKenzie (Mrs. Morgan), Brad David (Corey Gavin), John Vernon (Royce Taylor)

## Underground Nightmare
- Diretto da: Nicholas Colasanto
- Scritto da: Don Brinkley

### Trama
- Guest star: Fabian Dean (reporter), Amy Thomson (Topaze), Julie Sommars (Ellen Willis), George Garro (Eddie Costa), Andrew Prine (Benjy Panosian)

## The Deadly Innocents
- Diretto da: George McCowan
- Scritto da: Jack Turley

### Trama
- Guest star: Jeff Donnell (Mrs. Foster), Irene Forrest (Julie Mayfield), Glenda Farrell (Jeanette Anderson), Donald Woods (Martin Anderson), Brooke Bundy (Betty Joyce Foster)

## Kiss Me, Kill You
- Diretto da: George McCowan
- Scritto da: Franklin Barton

### Trama
- Guest star: Jason Wingreen (Art Rice), Sam Elliott (Jack), Heather Young (Aggie Sloan), Ross Elliott (Avery), Vince Howard (poliziotto in moto), Hope Holliday (Mary Carter), Sidney Clute (Rizzo), Jeremy Clyde (Tony Sloan)

## The Nowhere Man (1)
- Diretto da: George McCowan
- Scritto da: Philip Saltzman

### Trama
- Guest star: Larry D. Mann (Ham), Gloria Calomee (Doreen Sims), Rupert Crosse (Ray Hawkins), Cleavon Little (Jesse Hawkins), Edward Crawford (Josh Sims), Jon White (Beal), Arnold Williams (K. C.), Zolya Talma (Mary Kantos), Robert DoQui (detective Cliff Sims)

## The Nowhere Man (2)
- Diretto da: George McCowan
- Scritto da: Philip Saltzman

### Trama
- Guest star: Larry D. Mann (Ham), Gloria Calomee (Doreen Sims), Rupert Crosse (Ray Hawkins), Cleavon Little (Jesse Hawkins), Edward Crawford (Josh Sims), Jon White (Beal), Arnold Williams (K. C.), Zolya Talma (Mary Kantos), Robert DoQui (detective Cliff Sims)

## Matched for Murder
- Diretto da: Robert Butler
- Scritto da: Robert Heverley

### Trama
- Guest star: Norman Burton (Sully Hirt), Eric Sinclair (Lyn Amboy), Louise Troy (Erika Pike), Melinda Casey (Mylene Bruce), June Lang (amministratore appartamenti), Lara Lindsay (Angela LeMay), Tom Skerritt (Gerald Gardner)

## The Fatal Hours
- Diretto da: Otto Lang
- Scritto da: Franklin Barton

### Trama
- Guest star: Sam Elliott (assistente/ addetto), John S. Ragin (dottor Kern), Neva Patterson (Mrs. Clements), Ricky Kelman (Donny Clement), Sandy Kevin (Intern), Rhoda Williams (Miss Baker), Floyd Mutrux (Brewster), Vince Howard (ufficiale Rogers), Susan Seaforth Hayes (Denise Kilmer), Alfred Ryder (George Clement)

## Hostage
- Diretto da: Gerd Oswald
- Scritto da: Mark Rodgers

### Trama
- Guest star: Johnny Jacobs (Scovill), Hal Frederick (Ray Hendrix), Skip Homeier (George Donovan), Teru Shimada (Namura), Maria Schroeder (Vivian Ross), Rita D'amico (segretario/a), Byron Morrow (capitano Allen), Nobu McCarthy (Irene Namura)

## The Distant Shore
- Diretto da: George McCowan
- Scritto da: Mark Rodgers

### Trama
- Guest star: Vic Tayback (Dutch), Richard Bakalyan (Gus Levering), Diana Muldaur (Margaret Collins), Judy Norton-Taylor (Karen), James Best (George 'Lucky' Collins)

## Dark Memory
- Diretto da: George McCowan
- Scritto da: Mark Rodgers

### Trama
- Guest star: Jacques Denbeaux (Arnold Case), Thom Carney (Street Al), Jason Evers (William Reardon), Paul Mantee (Jerry Patterson), Ray Montgomery (Paul Case), Katherine Crawford (Linda Jo Benson)

## The Last Man in the World
- Diretto da: Harvey Hart
- Scritto da: Robert Heverley

### Trama
- Guest star: Paul Picerni (Mark Hewitt), Diana Maddox (Myra Delaney), Lawrence Dane (Jack Heath), Richard Dreyfuss (Herbie Aron), Richard Bull (Byron Sanders), Mina Martinez (cameriera), Lana Wood (Sherry Martin)

## Blind Terror
- Diretto da: George McCowan
- Scritto da: Robert Heverley
- Soggetto di: Hank Searls

### Trama
- Guest star: Sam Elliott (Marine Leader), Bruce Watson (Mark Common), Robert Doyle (Dixie Ralt), Melissa Murphy (Janet Wodehouse), Anna Hagan (Susan Craig), Layne Britton (Cook), Dick Dial (detective), William Smith (sergente Tim Craig)

## Conspiracy of Power (1)
- Diretto da: George McCowan

### Trama
- Guest star: Marj Dusay, Gail Kobe (Dorothy), Fritz Weaver (Bender), Richard Anderson (Gwinn)

## Conspiracy of Power (2)
- Diretto da: George McCowan

### Trama
- Guest star: Marj Dusay, Gail Kobe (Dorothy), Fritz Weaver (Bender), Richard Anderson (Gwinn)

## The Law and Order Blues
- Diretto da: George McCowan
- Scritto da: Harold Gast

### Trama
- Guest star: Morgan Sterne (Charles Finnerman), Larry McCormick (Phil Deacon, Jr.), Brock Peters (Marcel Nburu), Carl Betz (Clinton Judd), George Ives (dottore), Russ Conway (giudice), Edward Asner (vice D.A. Orloff), Stephen Young (Ben Caldwell), Edward Crawford (Josh Hendrix), Mimi Dillard (Mrs. Hendrix), Hal Frederick (Ray Hendrix), Alan Hale, Jr. (medico del carcere)